# Campeonato Sergipano 2023
El Campeonato Sergipano de Fútbol 2023 fue la 100.ª edición de la primera división de fútbol del estado de Sergipe. El torneo fue organizado por la Federação Sergipana de Futebol (FSF). El torneo comenzó el 14 de enero y finalizó el 22 de abril.
Itabaiana se consagró campeón estatal después de 11 años, tras vencer por 4-0 en el marcador global de la final a Confiança.

## Sistema de juego[2]

### Primera fase
Los 10 equipos se enfrentan en modalidad de todos contra todos a una sola rueda. Una vez culminada las nueve fechas, los dos primeros puestos acceden a las semifinales, mientras que del 3.º al 6.º acceden a una repesca.
Los cuatro últimos equipos acceden a un Cuadrangular de descenso.

### Segunda fase
- Repesca: Los enfrentamientos se emparejan con respecto al puntaje de la primera fase, de la siguiente forma:
  - 3.º vs. 6.º
  - 4.º vs. 5.º

- Semifinales: Los enfrentamientos se emparejan con respecto al puntaje de la primera fase, de la siguiente forma:
  - 1.º vs. (3.º vs. 6.º)
  - 2.º vs. (4.º vs. 5.º)

- Final: Los dos ganadores de las semifinales disputan la final.

- Nota: Todas las llaves se disputan a partidos de ida y vuelta, comenzando la llave como local el equipo con menor cantidad de puntos hasta aquel momento.

- Nota: En caso de empate en puntos y diferencia de goles en cualquier llave, se tendrá una tanda de penales.

### Cuadrangular de descenso
Los cuatro equipos se emparejan en dos llaves con respecto al puntaje de la primera fase, de la siguiente forma:
- - 7.º vs. 10.º
  - 8.º vs. 9.º

- Nota: Todas las llaves se disputan a partidos de ida y vuelta, comenzando la llave como local el equipo con menor cantidad de puntos en la primera fase.

- Nota: En caso de empate en puntos y diferencia de goles, se tendrá una tanda de penales.

## Equipos participantes
| Equipo             | Ciudad                  | Estadio (Capacidad)    | Posición 2022      | Títulos (último) |
| ------------------ | ----------------------- | ---------------------- | ------------------ | ---------------- |
| América Propriá    | Propriá                 | Miguel Queiróz (2000)  | 8.º                | 2 (2007)         |
| Atlético Gloriense | Nossa Senhora da Glória | Editon Oliveira (3000) | 6.º                | 0                |
| Confiança          | Aracaju                 | Batistão (15 575)      | 4.º                | 22 (2020)        |
| Confiança          | Aracaju                 | Sabino Ribeiro (4000)  | 4.º                | 22 (2020)        |
| Dorense            | Nossa Senhora das Dores | Aristão (3000)         | 1.º (2.ª división) | 0                |
| Estanciano         | Estância                | Francão (8000)         | 2.º (2.ª división) | 0                |
| Falcon             | Barra dos Coqueiros     | João Cruz (2000)       | 2.º                | 0                |
| Freipaulistano     | Frei Paulo              | Titão (5000)           | 7.º                | 1 (2019)         |
| Itabaiana          | Itabaiana               | Mendonção (11 224)     | 3.º                | 10 (2012)        |
| Lagarto            | Lagarto                 | Barretão (8000)        | 5.º                | 0                |
| Sergipe            | Aracaju                 | Batistão (15 575)      | Campeón            | 37 (2022)        |
| Sergipe            | Aracaju                 | João Hora (6000)       | Campeón            | 37 (2022)        |

| Crecimiento | Equipos provenientes del Campeonato Sergipano de Segunda División 2022. |

## Primera fase

### Tabla de posiciones
| Pos. | Equipo             | Pts. | PJ | G | E | P | GF | GC | Dif. | Clasificación             |
| ---- | ------------------ | ---- | -- | - | - | - | -- | -- | ---- | ------------------------- |
| 1    | Confiança          | 24   | 9  | 8 | 0 | 1 | 16 | 5  | +11  | Semifinales.              |
| 2    | Sergipe            | 20   | 9  | 6 | 2 | 1 | 13 | 5  | +8   | Semifinales.              |
| 3    | Lagarto            | 17   | 9  | 5 | 2 | 2 | 17 | 7  | +10  | Repesca.                  |
| 4    | Itabaiana          | 16   | 9  | 5 | 1 | 3 | 10 | 7  | +3   | Repesca.                  |
| 5    | Falcon             | 11   | 9  | 3 | 2 | 4 | 12 | 12 | 0    | Repesca.                  |
| 6    | Atlético Gloriense | 10   | 9  | 2 | 4 | 3 | 4  | 5  | −1   | Repesca.                  |
| 7    | Freipaulistano     | 8    | 9  | 2 | 2 | 5 | 7  | 13 | −6   | Cuadrangular de descenso. |
| 8    | América Propriá    | 8    | 9  | 1 | 5 | 3 | 5  | 10 | −5   | Cuadrangular de descenso. |
| 9    | Estanciano         | 7    | 9  | 2 | 1 | 6 | 5  | 14 | −9   | Cuadrangular de descenso. |
| 10   | Dorense            | 4    | 9  | 1 | 1 | 7 | 4  | 15 | −11  | Cuadrangular de descenso. |

 Fuente: FSF
Criterios de clasificación: 1) Puntos; 2) Partidos ganados; 3) Diferencia de gol; 4) Goles anotados; 5) Enfrentamiento directo entre los equipos en cuestión (dos equipos); 6) Menor cantidad de tarjetas rojas; 7) Menor cantidad de tarjetas amarillas; 8) Sorteo.

### Resultados
| Local \ Visitante  | AME | ATG | CON | DOR | EST | FAL | FRE | ITA | LAG | SER |
| ------------------ | --- | --- | --- | --- | --- | --- | --- | --- | --- | --- |
| América Propriá    | —   | 0–0 | 0–3 | 2–0 | —   | —   | —   | 2–2 | —   | —   |
| Atlético Gloriense | —   | —   | —   | —   | —   | 0–1 | —   | 1–0 | 0–0 | 0–0 |
| Confiança          | —   | 2–1 | —   | 3–2 | 2–0 | —   | —   | —   | 2–0 | 1–0 |
| Dorense            | —   | 0–0 | —   | —   | 0–1 | —   | 1–0 | 0–1 | —   | —   |
| Estanciano         | 1–1 | 1–0 | —   | —   | —   | —   | —   | —   | 1–4 | 0–1 |
| Falcon             | 0–0 | —   | 0–2 | 3–0 | 4–1 | —   | 3–3 | —   | —   | —   |
| Freipaulistano     | 0–0 | 1–2 | 0–1 | —   | 1–0 | —   | —   | —   | —   | —   |
| Itabaiana          | —   | —   | 2–0 | —   | 1–0 | 1–0 | 1–2 | —   | 1–0 | —   |
| Lagarto            | 2–0 | —   | —   | 4–1 | —   | 1–0 | 4–0 | —   | —   | 2–2 |
| Sergipe            | 2–0 | —   | —   | 1–0 | —   | 4–1 | 1–0 | 2–1 | —   | —   |

## Cuadrangular de descenso

#### Cuadro de desarrollo
|  | Partidos de definición | Partidos de definición | Partidos de definición | Partidos de definición | Partidos de definición |   |         | Salvados | Salvados | Salvados |  |
|  | 19 y 25 de marzo       |                        |                        |                        |                        |   |         |          |          |          |  |
|  |                        |                        |                        |                        |                        |   |         |          |          |          |  |
|  |                        |                        |                        |                        |                        |   |         |          |          |          |  |
|  | 7                      | Freipaulistano         | 0                      | 0                      | 0                      |   |         |          |          |          |  |
|  | 7                      | Freipaulistano         | 0                      | 0                      | 0                      |   |         |          |          |          |  |
|  | 10                     | Dorense                | 1                      | 1                      | 2                      |   |         |          |          |          |  |
|  | 10                     | Dorense                | 1                      | 1                      | 2                      |   | Dorense | Dorense  | -        |          |  |
|  |                        |                        |                        |                        |                        |   | Dorense | Dorense  | -        |          |  |
|  |                        |                        | América Propriá        | América Propriá        | -                      |   |         |          |          |          |  |
|  | 8                      | América Propriá        | América Propriá        | América Propriá        | -                      | 3 | 0       | 3        |          |          |  |
|  | 8                      | América Propriá        |                        |                        |                        | 3 | 0       | 3        |          |          |  |
|  | 9                      | Estanciano             | 0                      | 2                      | 2                      |   |         |          |          |          |  |
|  | 9                      | Estanciano             | 0                      | 2                      | 2                      |   |         |          |          |          |  |
|  |                        |                        |                        |                        |                        |   |         |          |          |          |  |

Nota: El equipo que ocupa la primera línea es el que define la serie como local.

## Fase final

#### Cuadro de desarrollo
|  | Repesca           | Repesca            | Repesca           | Repesca           | Repesca           |       |       | Semifinales     | Semifinales     | Semifinales     | Semifinales     | Semifinales     |  |   | Final            | Final            | Final            | Final            | Final            |  |
|  | 18 al 26 de marzo | 18 al 26 de marzo  | 18 al 26 de marzo | 18 al 26 de marzo | 18 al 26 de marzo |       |       | 1 al 9 de abril | 1 al 9 de abril | 1 al 9 de abril | 1 al 9 de abril | 1 al 9 de abril |  |   | 16 y 22 de abril | 16 y 22 de abril | 16 y 22 de abril | 16 y 22 de abril | 16 y 22 de abril |  |
|  |                   |                    |                   |                   |                   |       |       |                 |                 |                 |                 |                 |  |   |                  |                  |                  |                  |                  |  |
|  |                   |                    |                   |                   |                   |       |       |                 |                 |                 |                 |                 |  |   |                  |                  |                  |                  |                  |  |
|  |                   |                    |                   |                   |                   |       |       |                 |                 |                 |                 |                 |  |   |                  |                  |                  |                  |                  |  |
|  |                   |                    |                   |                   |                   |       |       |                 |                 |                 |                 |                 |  |   |                  |                  |                  |                  |                  |  |
|  |                   |                    |                   |                   |                   |       |       |                 |                 |                 |                 |                 |  |   |                  |                  |                  |                  |                  |  |
|  |                   | 1                  | Confiança         | 0                 | 2                 | 2     |       |                 |                 |                 |                 |                 |  |   |                  |                  |                  |                  |                  |  |
|  |                   |                    |                   |                   |                   | 2     |       |                 |                 |                 |                 |                 |  |   |                  |                  |                  |                  |                  |  |
|  |                   |                    | 3                 | Lagarto           | 0                 | 0     | 0     |                 |                 |                 |                 |                 |  |   |                  |                  |                  |                  |                  |  |
|  | 3                 | Lagarto            | 3                 | Lagarto           | 0                 | 0     | 0     | 0               | 2               | 2               |                 |                 |  |   |                  |                  |                  |                  |                  |  |
|  | 3                 | Lagarto            |                   |                   |                   |       |       |                 |                 | 2               |                 |                 |  |   |                  |                  |                  |                  |                  |  |
|  | 6                 | Atlético Gloriense | 1                 | 0                 | 1                 |       |       |                 |                 |                 |                 |                 |  |   |                  |                  |                  |                  |                  |  |
|  | 6                 | Atlético Gloriense | 1                 | 0                 | 1                 |       |       |                 |                 |                 |                 |                 |  | 1 | Confiança        | 0                | 0                | 0                |                  |  |
|  |                   |                    |                   |                   |                   |       |       |                 |                 |                 |                 |                 |  | 1 | Confiança        | 0                | 0                | 0                |                  |  |
|  |                   |                    | 4                 | Itabaiana         | 2                 | 2     | 4     |                 |                 |                 |                 |                 |  |   |                  |                  |                  |                  |                  |  |
|  |                   |                    | 4                 | Itabaiana         | 2                 | 2     | 4     |                 |                 |                 |                 |                 |  |   |                  |                  |                  |                  |                  |  |
|  |                   |                    |                   |                   |                   |       |       |                 |                 |                 |                 |                 |  |   |                  |                  |                  |                  |                  |  |
|  |                   |                    |                   |                   |                   |       |       |                 |                 |                 |                 |                 |  |   |                  |                  |                  |                  |                  |  |
|  |                   | 2                  | Sergipe           | 1                 | 2                 | 3 (4) |       |                 |                 |                 |                 |                 |  |   |                  |                  |                  |                  |                  |  |
|  |                   |                    |                   |                   |                   | 3 (4) |       |                 |                 |                 |                 |                 |  |   |                  |                  |                  |                  |                  |  |
|  |                   |                    | 4                 | Itabaiana (p)     | 2                 | 1     | 3 (5) |                 |                 |                 |                 |                 |  |   |                  |                  |                  |                  |                  |  |
|  | 4                 | Itabaiana (p)      | 4                 | Itabaiana (p)     | 2                 | 1     | 3 (5) | 1               | 1               | 2 (3)           |                 |                 |  |   |                  |                  |                  |                  |                  |  |
|  | 4                 | Itabaiana (p)      |                   |                   |                   |       |       |                 |                 | 2 (3)           |                 |                 |  |   |                  |                  |                  |                  |                  |  |
|  | 5                 | Falcon             | 1                 | 1                 | 2 (0)             |       |       |                 |                 |                 |                 |                 |  |   |                  |                  |                  |                  |                  |  |
|  | 5                 | Falcon             | 1                 | 1                 | 2 (0)             |       |       |                 |                 |                 |                 |                 |  |   |                  |                  |                  |                  |                  |  |
|  |                   |                    |                   |                   |                   |       |       |                 |                 |                 |                 |                 |  |   |                  |                  |                  |                  |                  |  |

Nota: El equipo que ocupa la primera línea es el que define la serie como local.

| Bandera del estado de Sergipe |
| Campeón                       |
| Itabaiana 11.mo título        |

## Clasificación final
| Pos. | Equipo             | Pts. | PJ | G | E | P | GF | GC | Dif. | Clasificación                                              |
| ---- | ------------------ | ---- | -- | - | - | - | -- | -- | ---- | ---------------------------------------------------------- |
| 1.°  | Itabaiana (C)      | 27   | 15 | 8 | 3 | 4 | 19 | 12 | +7   | Copa de Brasil 2024, Copa do Nordeste 2024 y Serie D 2024. |
| 2.°  | Confiança          | 28   | 13 | 9 | 1 | 3 | 18 | 9  | +9   | Copa de Brasil 2024.                                       |
| 3.°  | Sergipe            | 23   | 11 | 7 | 2 | 2 | 16 | 8  | +8   | Serie D 2024.                                              |
| 4.°  | Lagarto            | 21   | 13 | 6 | 3 | 4 | 19 | 10 | +9   |                                                            |
| 5.°  | Falcon             | 13   | 11 | 3 | 4 | 4 | 14 | 14 | 0    |                                                            |
| 6.°  | Atlético Gloriense | 13   | 11 | 3 | 4 | 4 | 5  | 7  | −2   |                                                            |
| 7.°  | América Propriá    | 11   | 11 | 2 | 5 | 4 | 8  | 12 | −4   |                                                            |
| 8.°  | Dorense            | 10   | 11 | 3 | 1 | 7 | 6  | 15 | −9   |                                                            |
| 9.°  | Estanciano         | 10   | 11 | 3 | 1 | 7 | 7  | 17 | −10  | Segunda División 2024.                                     |
| 10.° | Freipaulistano     | 8    | 11 | 2 | 2 | 7 | 7  | 15 | −8   | Segunda División 2024.                                     |

Reglas de clasificación: 1) Puntos; 2) Partidos ganados; 3) Diferencia de gol; 4) Goles anotados; 5) Enfrentamiento directo entre los equipos en cuestión; 6) Menor cantidad de tarjetas rojas; 7) Menor cantidad de tarjetas amarillas; 8) Sorteo.